# Alphabetische Liste der Asteroiden/W
| Alphabetische Liste der Asteroiden – W |                 |
| Nummer und Name                        | Gruppe / Typ    |
| (2453) Wabash                          | Hauptgürtel     |
| (10585) Wabi-Sabi                      | Hauptgürtel     |
| (8501) Wachholz                        | Hauptgürtel     |
| (1704) Wachmann                        | Hauptgürtel     |
| (157541) Wachter                       | Hauptgürtel     |
| (12861) Wacker                         | Hauptgürtel     |
| (4710) Wade                            | Hauptgürtel     |
| (210983) Wadeparker                    | Hauptgürtel     |
| (121032) Wadesisler                    | Hauptgürtel     |
| (8356) Wadhwa                          | Hauptgürtel     |
| (21387) Wafakhalil                     | Hauptgürtel     |
| (22562) Wage                           | Hauptgürtel     |
| (3110) Wagman                          | Hauptgürtel     |
| (3992) Wagner                          | Hauptgürtel     |
| (9725) Wainscoat                       | Hauptgürtel     |
| (5128) Wakabayashi                     | Hauptgürtel     |
| (8399) Wakamatsu                       | Hauptgürtel     |
| (41199) Wakanaootaki                   | Hauptgürtel     |
| (6208) Wakata                          | Hauptgürtel     |
| (12415) Wakatatakayo                   | Hauptgürtel     |
| (17038) Wake                           | Hauptgürtel     |
| (7627) Wakenokiyomaro                  | Hauptgürtel     |
| (5847) Wakiya                          | Hauptgürtel     |
| (5960) Wakkanai                        | Hauptgürtel     |
| (3734) Waland                          | Hauptgürtel     |
| (1695) Walbeck                         | Hauptgürtel     |
| (25942) Walborn                        | Hauptgürtel     |
| (31956) Wald                           | Hauptgürtel     |
| (18021) Waldman                        | Hauptgürtel     |
| (32561) Waldron                        | Hauptgürtel     |
| (11005) Waldtrudering                  | Hauptgürtel     |
| (25019) Walentosky                     | Hauptgürtel     |
| (15045) Walesdymond                    | Hauptgürtel     |
| (4629) Walford                         | Hauptgürtel     |
| (1260) Walhalla                        | Hauptgürtel     |
| (1417) Walinskia                       | Hauptgürtel     |
| (6372) Walker                          | Hauptgürtel     |
| (205599) Walkowicz                     | Hauptgürtel     |
| (877) Walküre                          | Hauptgürtel     |
| (21903) Wallace                        | Hauptgürtel     |
| (6670) Wallach                         | Hauptgürtel     |
| (1153) Wallenbergia                    | Hauptgürtel     |
| (2114) Wallenquist                     | Hauptgürtel     |
| (23477) Wallenstadt                    | Hauptgürtel     |
| (79410) Wallerius                      | Hauptgürtel     |
| (987) Wallia                           | Hauptgürtel     |
| (66661) Wallin                         | Hauptgürtel     |
| (22630) Wallmuth                       | Hauptgürtel     |
| (3198) Wallonia                        | Marsbahnkreuzer |
| (256) Walpurga                         | Hauptgürtel     |
| (1946) Walraven                        | Hauptgürtel     |
| (17506) Walschap                       | Hauptgürtel     |
| (7398) Walsh                           | Hauptgürtel     |
| (7987) Walshkevin                      | Hauptgürtel     |
| (23014) Walstein                       | Hauptgürtel     |
| (4266) Waltari                         | Hauptgürtel     |
| (8021) Walter                          | Hauptgürtel     |
| (3145) Walter Adams                    | Hauptgürtel     |
| (9132) Walteranderson                  | Hauptgürtel     |
| (172317) Walterbos                     | Hauptgürtel     |
| (19178) Walterbothe                    | Hauptgürtel     |
| (15968) Waltercugno                    | Hauptgürtel     |
| (25680) Walterhansen                   | Hauptgürtel     |
| (2749) Walterhorn                      | Hauptgürtel     |
| (9187) Walterkröll                     | Hauptgürtel     |
| (246153) Waltermaria                   | Hauptgürtel     |
| (168638) Waltersiegmund                | Hauptgürtel     |
| (157015) Walterstraube                 | Hauptgürtel     |
| (8811) Waltherschmadel                 | Hauptgürtel     |
| (22998) Waltimyer                      | Hauptgürtel     |
| (890) Waltraut                         | Hauptgürtel     |
| (19162) Wambsganss                     | Hauptgürtel     |
| (10657) Wanach                         | Hauptgürtel     |
| (9484) Wanambi                         | Hauptgürtel     |
| (1057) Wanda                           | Hauptgürtel     |
| (10428) Wanders                        | Hauptgürtel     |
| (20778) Wangchaohao                    | Hauptgürtel     |
| (26680) Wangchristi                    | Hauptgürtel     |
| (17693) Wangdaheng                     | Hauptgürtel     |
| (210231) Wangdemin                     | Hauptgürtel     |
| (26688) Wangenevieve                   | Hauptgürtel     |
| (14558) Wangganchang                   | Hauptgürtel     |
| (25573) Wanghaoyu                      | Hauptgürtel     |
| (28305) Wangjiayi                      | Hauptgürtel     |
| (16944) Wangler                        | Hauptgürtel     |
| (25577) Wangmanqiang                   | Hauptgürtel     |
| (3171) Wangshouguan                    | Hauptgürtel     |
| (172318) Wangshui                      | Hauptgürtel     |
| (207716) Wangxichan                    | Hauptgürtel     |
| (4913) Wangxuan                        | Hauptgürtel     |
| (21770) Wangyiran                      | Hauptgürtel     |
| (46669) Wangyongzhi                    | Hauptgürtel     |
| (23759) Wangzhaoxin                    | Hauptgürtel     |
| (43259) Wangzhenyi                     | Hauptgürtel     |
| (18593) Wangzhongcheng                 | Hauptgürtel     |
| (18291) Wani                           | Hauptgürtel     |
| (5762) Wänke                           | Hauptgürtel     |
| (289608) Wanli                         | Hauptgürtel     |
| (13044) Wannes                         | Hauptgürtel     |
| (31283) Wanruomeng                     | Hauptgürtel     |
| (33523) Warashina                      | Hauptgürtel     |
| (28019) Warchal                        | Hauptgürtel     |
| (2276) Warck                           | Hauptgürtel     |
| (4908) Ward                            | Hauptgürtel     |
| (11797) Warell                         | Hauptgürtel     |
| (133854) Wargetz                       | Hauptgürtel     |
| (6701) Warhol                          | Hauptgürtel     |
| (12633) Warmenhoven                    | Hauptgürtel     |
| (30155) Warmuth                        | Hauptgürtel     |
| (8734) Warner                          | Hauptgürtel     |
| (18862) Warot                          | Hauptgürtel     |
| (5597) Warren                          | Hauptgürtel     |
| (75836) Warrenastro                    | Hauptgürtel     |
| (21671) Warrener                       | Hauptgürtel     |
| (5478) Wartburg                        | Hauptgürtel     |
| (9350) Waseda                          | Hauptgürtel     |
| (9063) Washi                           | Hauptgürtel     |
| (886) Washingtonia                     | Hauptgürtel     |
| (7274) Washioyama                      | Hauptgürtel     |
| (5756) Wassenbergh                     | Hauptgürtel     |
| (4765) Wasserburg                      | Hauptgürtel     |
| (10242) Wasserkuppe                    | Hauptgürtel     |
| (2660) Wasserman                       | Hauptgürtel     |
| (4783) Wasson                          | Hauptgürtel     |
| (29979) Wastyk                         | Hauptgürtel     |
| (11827) Wasyuzan                       | Hauptgürtel     |
| (4155) Watanabe                        | Hauptgürtel     |
| (1645) Waterfield                      | Hauptgürtel     |
| (30835) Waterloo                       | Hauptgürtel     |
| (1822) Waterman                        | Hauptgürtel     |
| (27660) Waterwayuni                    | Hauptgürtel     |
| (469366) Watkins                       | Marsbahnkreuzer |
| (729) Watsonia                         | Hauptgürtel     |
| (5961) Watt                            | Hauptgürtel     |
| (133009) Watters                       | Hauptgürtel     |
| (7784) Watterson                       | Hauptgürtel     |
| (1798) Watts                           | Hauptgürtel     |
| (1352) Wawel                           | Hauptgürtel     |
| (13840) Wayneanderson                  | Hauptgürtel     |
| (13425) Waynebrown                     | Hauptgürtel     |
| (13880) Wayneclark                     | Hauptgürtel     |
| (8996) Waynedwards                     | Hauptgürtel     |
| (176103) Waynejohnson                  | Hauptgürtel     |
| (8482) Wayneolm                        | Hauptgürtel     |
| (14597) Waynerichie                    | Hauptgürtel     |
| (19816) Wayneseyfert                   | Hauptgürtel     |
| (11425) Wearydunlop                    | Hauptgürtel     |
| (29198) Weathers                       | Hauptgürtel     |
| (29633) Weatherwax                     | Hauptgürtel     |
| (3107) Weaver                          | Hauptgürtel     |
| (3041) Webb                            | Hauptgürtel     |
| (4152) Weber                           | Hauptgürtel     |
| (4529) Webern                          | Hauptgürtel     |
| (12431) Webster                        | Hauptgürtel     |
| (7587) Weckmann                        | Hauptgürtel     |
| (5057) Weeks                           | Hauptgürtel     |
| (283142) Weena                         | Hauptgürtel     |
| (5151) Weerstra                        | Hauptgürtel     |
| (29227) Wegener                        | Hauptgürtel     |
| (27588) Wegley                         | Hauptgürtel     |
| (115326) Wehinger                      | Hauptgürtel     |
| (204786) Wehlau                        | Hauptgürtel     |
| (3639) Weidenschilling                 | Hauptgürtel     |
| (14100) Weierstrass                    | Hauptgürtel     |
| (18905) Weigan                         | Hauptgürtel     |
| (9315) Weigel                          | Hauptgürtel     |
| (207931) Weihai                        | Hauptgürtel     |
| (8327) Weihenmayer                     | Hauptgürtel     |
| (11899) Weill                          | Hauptgürtel     |
| (3539) Weimar                          | Hauptgürtel     |
| (196540) Weinbaum                      | Hauptgürtel     |
| (6036) Weinberg                        | Hauptgürtel     |
| (7114) Weinek                          | Hauptgürtel     |
| (183182) Weinheim                      | Marsbahnkreuzer |
| (4085) Weir                            | Hauptgürtel     |
| (18680) Weirather                      | Hauptgürtel     |
| (2802) Weisell                         | Hauptgürtel     |
| (30955) Weiser                         | Hauptgürtel     |
| (17050) Weiskopf                       | Hauptgürtel     |
| (7571) Weisse Rose                     | Hauptgürtel     |
| (22168) Weissflog                      | Marsbahnkreuzer |
| (341317) Weisshaidinger                | Hauptgürtel     |
| (3197) Weissman                        | Hauptgürtel     |
| (13531) Weizsäcker                     | Hauptgürtel     |
| (2405) Welch                           | Hauptgürtel     |
| (13718) Welcker                        | Hauptgürtel     |
| (5464) Weller                          | Hauptgürtel     |
| (33419) Wellman                        | Hauptgürtel     |
| (4958) Wellnitz                        | Hauptgürtel     |
| (1721) Wells                           | Hauptgürtel     |
| (13437) Wellton-Persson                | Hauptgürtel     |
| (3682) Welther                         | Hauptgürtel     |
| (31268) Welty                          | Hauptgürtel     |
| (6468) Welzenbach                      | Hauptgürtel     |
| (15425) Welzl                          | Hauptgürtel     |
| (1950) Wempe                           | Hauptgürtel     |
| (216343) Wenchang                      | Hauptgürtel     |
| (161715) Wenchuan                      | Hauptgürtel     |
| (6485) Wendeesther                     | Marsbahnkreuzer |
| (1438) Wendeline                       | Hauptgürtel     |
| (15268) Wendelinefroger                | Hauptgürtel     |
| (2993) Wendy                           | Hauptgürtel     |
| (35768) Wendybauer                     | Hauptgürtel     |
| (5662) Wendycalvin                     | Hauptgürtel     |
| (107638) Wendyfreedman                 | Hauptgürtel     |
| (30111) Wendyslijk                     | Hauptgürtel     |
| (133814) Wenjengko                     | Hauptgürtel     |
| (32047) Wenjiali                       | Hauptgürtel     |
| (14147) Wenlingshuguang                | Hauptgürtel     |
| (19470) Wenpingchen                    | Hauptgürtel     |
| (145545) Wensayling                    | Hauptgürtel     |
| (20585) Wentworth                      | Hauptgürtel     |
| (26694) Wenxili                        | Hauptgürtel     |
| (16122) Wenyicai                       | Hauptgürtel     |
| (27101) Wenyucao                       | Hauptgürtel     |
| (58607) Wenzel                         | Hauptgürtel     |
| (381048) Werber                        | Hauptgürtel     |
| (322574) Werckmeister                  | Marsbahnkreuzer |
| (621) Werdandi                         | Hauptgürtel     |
| (12244) Werfel                         | Hauptgürtel     |
| (226) Weringia                         | Hauptgürtel     |
| (13357) Werkhoven                      | Hauptgürtel     |
| (3891) Werner                          | Hauptgürtel     |
| (21989) Werntz                         | Hauptgürtel     |
| (1302) Werra                           | Hauptgürtel     |
| (13559) Werth                          | Hauptgürtel     |
| (178294) Wertheimer                    | Hauptgürtel     |
| (9281) Weryk                           | Hauptgürtel     |
| (25513) Weseley                        | Hauptgürtel     |
| (17785) Wesleyfuller                   | Hauptgürtel     |
| (260601) Wesselényi                    | Hauptgürtel     |
| (1945) Wesselink                       | Hauptgürtel     |
| (2017) Wesson                          | Hauptgürtel     |
| (2022) West                            | Hauptgürtel     |
| (138445) Westenburger                  | Hauptgürtel     |
| (9498) Westerbork                      | Hauptgürtel     |
| (5105) Westerhout                      | Hauptgürtel     |
| (2902) Westerlund                      | Hauptgürtel     |
| (10253) Westerwald                     | Hauptgürtel     |
| (28602) Westfall                       | Hauptgürtel     |
| (12437) Westlane                       | Hauptgürtel     |
| (28852) Westonbraun                    | Hauptgürtel     |
| (25434) Westonia                       | Hauptgürtel     |
| (930) Westphalia                       | Hauptgürtel     |
| (15622) Westrich                       | Hauptgürtel     |
| (2128) Wetherill                       | Hauptgürtel     |
| (90429) Wetmore                        | Hauptgürtel     |
| (90709) Wettin                         | Hauptgürtel     |
| (38270) Wettzell                       | Hauptgürtel     |
| (19294) Weymouth                       | Hauptgürtel     |
| (17258) Whalen                         | Hauptgürtel     |
| (31555) Wheeler                        | Hauptgürtel     |
| (1940) Whipple                         | Hauptgürtel     |
| (198971) Whitacre                      | Hauptgürtel     |
| (7948) Whitaker                        | Hauptgürtel     |
| (10730) White                          | Hauptgürtel     |
| (144907) Whitehorne                    | Hauptgürtel     |
| (4036) Whitehouse                      | Hauptgürtel     |
| (17612) Whiteknight                    | Hauptgürtel     |
| (18839) Whiteley                       | Hauptgürtel     |
| (17942) Whiterabbit                    | Hauptgürtel     |
| (12863) Whitfield                      | Hauptgürtel     |
| (2301) Whitford                        | Hauptgürtel     |
| (28667) Whithagins                     | Hauptgürtel     |
| (115312) Whither                       | Hauptgürtel     |
| (4779) Whitley                         | Hauptgürtel     |
| (4346) Whitney                         | Hauptgürtel     |
| (249519) Whitneyclavin                 | Hauptgürtel     |
| (15057) Whitson                        | Hauptgürtel     |
| (931) Whittemora                       | Hauptgürtel     |
| (44217) Whittle                        | Hauptgürtel     |
| (27267) Wiberg                         | Hauptgürtel     |
| (7103) Wichmann                        | Hauptgürtel     |
| (3899) Wichterle                       | Hauptgürtel     |
| (25875) Wickramasekara                 | Hauptgürtel     |
| (19833) Wickwar                        | Hauptgürtel     |
| (20606) Widemann                       | Hauptgürtel     |
| (21564) Widmanstätten                  | Hauptgürtel     |
| (3721) Widorn                          | Hauptgürtel     |
| (10734) Wieck                          | Hauptgürtel     |
| (15068) Wiegert                        | Hauptgürtel     |
| (8108) Wieland                         | Hauptgürtel     |
| (4548) Wielen                          | Hauptgürtel     |
| (173094) Wielicki                      | Hauptgürtel     |
| (18182) Wiener                         | Hauptgürtel     |
| (178263) Wienphilo                     | Hauptgürtel     |
| (41795) Wiens                          | Hauptgürtel     |
| (144096) Wiesendangen                  | Hauptgürtel     |
| (69275) Wiesenthal                     | Hauptgürtel     |
| (25885) Wiesinger                      | Hauptgürtel     |
| (11916) Wiesloch                       | Hauptgürtel     |
| (8440) Wigeon                          | Hauptgürtel     |
| (4099) Wiggins                         | Hauptgürtel     |
| (5161) Wightman                        | Hauptgürtel     |
| (15304) Wikberg                        | Hauptgürtel     |
| (274301) Wikipedia                     | Hauptgürtel     |
| (16947) Wikrent                        | Hauptgürtel     |
| (2412) Wil                             | Hauptgürtel     |
| (15109) Wilber                         | Hauptgürtel     |
| (11247) Wilburwright                   | Hauptgürtel     |
| (1941) Wild                            | Hauptgürtel     |
| (117506) Wildberg                      | Hauptgürtel     |
| (17493) Wildcat                        | Marsbahnkreuzer |
| (9999) Wiles                           | Hauptgürtel     |
| (21711) Wilfredwong                    | Hauptgürtel     |
| (15169) Wilfriedboland                 | Hauptgürtel     |
| (103770) Wilfriedlang                  | Hauptgürtel     |
| (392) Wilhelmina                       | Hauptgürtel     |
| (14366) Wilhelmraabe                   | Hauptgürtel     |
| (4826) Wilhelms                        | Hauptgürtel     |
| (48456) Wilhelmwien                    | Hauptgürtel     |
| (4117) Wilke                           | Hauptgürtel     |
| (75562) Wilkening                      | Hauptgürtel     |
| (1688) Wilkens                         | Hauptgürtel     |
| (16797) Wilkerson                      | Hauptgürtel     |
| (5314) Wilkickia                       | Hauptgürtel     |
| (14969) Willacather                    | Hauptgürtel     |
| (7620) Willaert                        | Hauptgürtel     |
| (11427) Willemkolff                    | Hauptgürtel     |
| (34297) Willfrazer                     | Hauptgürtel     |
| (39184) Willgrundy                     | Hauptgürtel     |
| (16258) Willhayes                      | Hauptgürtel     |
| (33263) Willhutch                      | Hauptgürtel     |
| (270373) William                       | Hauptgürtel     |
| (268115) Williamalbrecht               | Hauptgürtel     |
| (23172) Williamartin                   | Hauptgürtel     |
| (21609) Williamcaleb                   | Hauptgürtel     |
| (6613) Williamcarl                     | Hauptgürtel     |
| (3894) Williamcooke                    | Hauptgürtel     |
| (90317) Williamcutlip                  | Hauptgürtel     |
| (8031) Williamdana                     | Hauptgürtel     |
| (6756) Williamfeldman                  | Hauptgürtel     |
| (129138) Williamfrost                  | Hauptgürtel     |
| (31501) Williamhang                    | Hauptgürtel     |
| (25082) Williamhodge                   | Hauptgürtel     |
| (9340) Williamholden                   | Hauptgürtel     |
| (246841) Williamirace                  | Hauptgürtel     |
| (31507) Williamjin                     | Hauptgürtel     |
| (24464) Williamkalb                    | Hauptgürtel     |
| (8030) Williamknight                   | Hauptgürtel     |
| (40457) Williamkuhn                    | Hauptgürtel     |
| (26671) Williamlopes                   | Hauptgürtel     |
| (25163) Williammcdonald                | Hauptgürtel     |
| (28037) Williammonts                   | Hauptgürtel     |
| (6012) Williammurdoch                  | Hauptgürtel     |
| (130314) Williamodonnell               | Hauptgürtel     |
| (45298) Williamon                      | Hauptgürtel     |
| (27556) Williamprem                    | Hauptgürtel     |
| (34323) Williamrose                    | Hauptgürtel     |
| (1763) Williams                        | Hauptgürtel     |
| (3641) Williams Bay                    | Hauptgürtel     |
| (29432) Williamscott                   | Hauptgürtel     |
| (150035) Williamson                    | Hauptgürtel     |
| (10316) Williamturner                  | Hauptgürtel     |
| (129962) Williamverts                  | Hauptgürtel     |
| (211378) Williamwarneke                | Hauptgürtel     |
| (22872) Williamweber                   | Hauptgürtel     |
| (27458) Williamwhite                   | Hauptgürtel     |
| (13113) Williamyeats                   | Hauptgürtel     |
| (32101) Williamyin                     | Hauptgürtel     |
| (12137) Williefowler                   | Hauptgürtel     |
| (51829) Williemccool                   | Hauptgürtel     |
| (22786) Willipete                      | Hauptgürtel     |
| (13730) Willis                         | Hauptgürtel     |
| (5445) Williwaw                        | Hauptgürtel     |
| (25481) Willjaysun                     | Hauptgürtel     |
| (22005) Willnelson                     | Hauptgürtel     |
| (23712) Willpatrick                    | Hauptgürtel     |
| (15151) Wilmacherup                    | Hauptgürtel     |
| (2465) Wilson                          | Hauptgürtel     |
| (4015) Wilson-Harrington               | Apollo-Typ      |
| (391257) Wilwheaton                    | Apollo-Typ      |
| (5555) Wimberly                        | Hauptgürtel     |
| (12132) Wimfröger                      | Hauptgürtel     |
| (12175) Wimhermans                     | Hauptgürtel     |
| (747) Winchester                       | Hauptgürtel     |
| (11847) Winckelmann                    | Hauptgürtel     |
| (15606) Winer                          | Hauptgürtel     |
| (18730) Wingip                         | Hauptgürtel     |
| (1556) Wingolfia                       | Hauptgürtel     |
| (1575) Winifred                        | Hauptgürtel     |
| (22584) Winigleason                    | Hauptgürtel     |
| (6473) Winkler                         | Hauptgürtel     |
| (18851) Winmesser                      | Hauptgürtel     |
| (215423) Winnecke                      | Hauptgürtel     |
| (99863) Winnewisser                    | Hauptgürtel     |
| (17262) Winokur                        | Hauptgürtel     |
| (8270) Winslow                         | Hauptgürtel     |
| (15111) Winters                        | Hauptgürtel     |
| (43669) Winterthur                     | Hauptgürtel     |
| (19384) Winton                         | Hauptgürtel     |
| (2044) Wirt                            | Marsbahnkreuzer |
| (227770) Wischnewski                   | Hauptgürtel     |
| (3402) Wisdom                          | Marsbahnkreuzer |
| (717) Wisibada                         | Hauptgürtel     |
| (4588) Wislicenus                      | Hauptgürtel     |
| (2256) Wiśniewski                      | Hauptgürtel     |
| (25348) Wisniowiecki                   | Hauptgürtel     |
| (4295) Wisse                           | Hauptgürtel     |
| (16022) Wissnergross                   | Hauptgürtel     |
| (90487) Witherspoon                    | Hauptgürtel     |
| (10653) Witsen                         | Hauptgürtel     |
| (2732) Witt                            | Hauptgürtel     |
| (90712) Wittelsbach                    | Hauptgürtel     |
| (11349) Witten                         | Hauptgürtel     |
| (279723) Wittenberg                    | Hauptgürtel     |
| (11404) Wittig                         | Hauptgürtel     |
| (4299) WIYN                            | Hauptgürtel     |
| (852) Wladilena                        | Hauptgürtel     |
| (229836) Wladimarinello                | Hauptgürtel     |
| (324787) Wlodarczyk                    | Hauptgürtel     |
| (13368) Wlodekofman                    | Hauptgürtel     |
| (2155) Wodan                           | Hauptgürtel     |
| (4608) Wodehouse                       | Hauptgürtel     |
| (53029) Wodetzky                       | Hauptgürtel     |
| (32724) Woerlitz                       | Hauptgürtel     |
| (21846) Wojakowski                     | Hauptgürtel     |
| (32089) Wojtania                       | Hauptgürtel     |
| (13908) Wölbern                        | Hauptgürtel     |
| (7686) Wolfernst                       | Hauptgürtel     |
| (5674) Wolff                           | Hauptgürtel     |
| (236111) Wolfgangbüttner               | Hauptgürtel     |
| (4723) Wolfgangmattig                  | Hauptgürtel     |
| (13093) Wolfgangpauli                  | Hauptgürtel     |
| (266887) Wolfgangries                  | Hauptgürtel     |
| (827) Wolfiana                         | Hauptgürtel     |
| (14412) Wolflojewski                   | Hauptgürtel     |
| (18520) Wolfratshausen                 | Hauptgürtel     |
| (20304) Wolfson                        | Hauptgürtel     |
| (30829) Wolfwacker                     | Hauptgürtel     |
| (293499) Wolinski                      | Hauptgürtel     |
| (8316) Wolkenstein                     | Hauptgürtel     |
| (90481) Wollstonecraft                 | Hauptgürtel     |
| (21699) Wolpert                        | Hauptgürtel     |
| (1795) Woltjer                         | Hauptgürtel     |
| (229614) Womack                        | Hauptgürtel     |
| (6827) Wombat                          | Hauptgürtel     |
| (75555) Wonaszek                       | Hauptgürtel     |
| (41742) Wongkakui                      | Hauptgürtel     |
| (4651) Wongkwancheng                   | Hauptgürtel     |
| (88874) Wongshingsheuk                 | Hauptgürtel     |
| (31907) Wongsumming                    | Hauptgürtel     |
| (1660) Wood                            | Hauptgürtel     |
| (13732) Woodall                        | Hauptgürtel     |
| (7549) Woodard                         | Hauptgürtel     |
| (17241) Wooden                         | Hauptgürtel     |
| (28785) Woodjohn                       | Hauptgürtel     |
| (13001) Woodney                        | Hauptgürtel     |
| (13038) Woolston                       | Hauptgürtel     |
| (7550) Woolum                          | Hauptgürtel     |
| (11195) Woomera                        | Hauptgürtel     |
| (21630) Wootensmith                    | Hauptgürtel     |
| (22994) Workman                        | Hauptgürtel     |
| (7011) Worley                          | Hauptgürtel     |
| (100046) Worms                         | Hauptgürtel     |
| (9742) Worpswede                       | Hauptgürtel     |
| (14382) Woszczyk                       | Hauptgürtel     |
| (2218) Wotho                           | Hauptgürtel     |
| (690) Wratislavia                      | Hauptgürtel     |
| (19721) Wray                           | Hauptgürtel     |
| (3062) Wren                            | Hauptgürtel     |
| (1747) Wright                          | Marsbahnkreuzer |
| (33017) Wroński                        | Hauptgürtel     |
| (1765) Wrubel                          | Hauptgürtel     |
| (2705) Wu                              | Hauptgürtel     |
| (10976) Wubbena                        | Hauptgürtel     |
| (2752) Wu Chien-Shiung                 | Hauptgürtel     |
| (76713) Wudia                          | Hauptgürtel     |
| (3206) Wuhan                           | Hauptgürtel     |
| (56088) Wuheng                         | Hauptgürtel     |
| (3987) Wujek                           | Hauptgürtel     |
| (26727) Wujunjun                       | Hauptgürtel     |
| (9221) Wuliangyong                     | Hauptgürtel     |
| (17606) Wumengchao                     | Hauptgürtel     |
| (23274) Wuminchun                      | Hauptgürtel     |
| (20347) Wunderlich                     | Hauptgürtel     |
| (11040) Wundt                          | Hauptgürtel     |
| (22499) Wunibaldkamm                   | Hauptgürtel     |
| (75223) Wupatki                        | Hauptgürtel     |
| (26323) Wuqijin                        | Hauptgürtel     |
| (1785) Wurm                            | Hauptgürtel     |
| (5904) Württemberg                     | Hauptgürtel     |
| (317452) Wurukang                      | Hauptgürtel     |
| (256892) Wutayou                       | Hauptgürtel     |
| (281880) Wuweiren                      | Hauptgürtel     |
| (7683) Wuwenjun                        | Hauptgürtel     |
| (3570) Wuyeesun                        | Hauptgürtel     |
| (175718) Wuzhengyi                     | Hauptgürtel     |
| (207809) Wuzuze                        | Hauptgürtel     |
| (32060) Wyattpontius                   | Hauptgürtel     |
| (5090) Wyeth                           | Hauptgürtel     |
| (15160) Wygoda                         | Hauptgürtel     |
| (29845) Wykrota                        | Hauptgürtel     |
| (126444) Wylie                         | Hauptgürtel     |
| (18128) Wysner                         | Hauptgürtel     |